# Річниця весілля
Річниця весілля — дата весілля, яка святкується щорічно, частіше за все має свою власну назву, звичаї та традиції.

## Походження
Сучасні звичаї відзначення срібного та золотого весілля вперше задокументовані в середньовічних германських державах. До XVIII століття це вже була усталена німецька традиція. Парі, яка святкує 25-річчя шлюбу могли подарувати срібний вінок, 50-річчя золотий. Згідно з книгою Анни Каммінгс Джонсон 1859 року «Селянське життя в Німеччині», окрім вінка дружині, гості на 25-річчя шлюбу чоловікові могли також подарувати срібну пряжку. Німецький композитор Ріхард Вагнер писав в автобіографії, що друзі його дружини подарували їй на 25-річчя весілля в 1861 році срібний вінок, з якого вона надіслала йому кілька листків. У XIX столітті традиції весільних річниць поширюються по всьому світу, включаючи англомовні країни. У 1811 році лондонська «Літературна панорама» описувала традицію святкування золотого весілля як незвичайний звичай Голландії, чию ідею читачі «зрозуміють з труднощами».
Проте традиція поступово прижилася і з'явилися назви для інших річниць, окрім срібної та золотої. Наприклад, бостонський «Альманах (старого) фермера» 1858 року видання пропонував святкувати цукрове весілля через місяць після укладення шлюбу, паперове весілля через рік, дерев'яне через п'ять, олов'яне через 10, срібне через 25, золоте через 50 і діамантове через 75. Словник Вебстера від 1884 року вказував на 7 річниць: дерев'яне весілля через 5 років, олов'яне через 10, кришталеве через 15, порцелянове через 20, срібне через 25, золоте через 50 і діамантове через 60. До XX століття поступово усталився щорічний список річниць, який значно різниться до сьогодні в різних країнах.
У східних країнах (Китай, Японія) річниці весілля відзначались відповідно до вчення нумерології про успішні та неуспішні річниці  та ювілеї. Відповідно до цього вчення, річниці, кратні чотирьом, слід святкувати гучно та запрошувати гостей. А весільні ювілеї, присвячені 11-ти, 22-м та 33-м рокам подружнього життя, повинні святкуватись наодинці.

## Подарунки на річницю весілля
Подружжю дарують вироби з того матеріалу, який символізує річницю весілля. Це можуть бути прикраси, предмети побуту, предмети інтер'єру тощо. У деяких випадках подарунки обирають, виходячи з асоціативного ряду, пов'язаного з символом річниці весілля. Наприклад, на чавунне весілля, яка символізує не тільки сам метал, а і домашній затишок, дарують побутову техніку; на агатове весілля подарунки можуть мати релігійний акцент.

## Назви річниць весілля по роках
Кожна річниця сімейного життя має назву, що відображає стосунки у родині на цьому етапі. Саме ця назва є підказкою, що саме дарувати.
- 1 рік – ситцеве (марлеве) весілля;
- 2 роки – паперове;
- 3 роки – шкіряне;
- 4 роки – лляне (воскове);
- 5 років – дерев'яне;
- 6 років – чавунне (кипарисове);
- 6,5 року – цинкове;
- 7 років – мідне (вовняне);
- 8 років – жерстяне (макове);
- 9 років – фаянсове;
- 10 років – олов'яне (трояндове);
- 11 років – коралове (сталеве);
- 12 років – шовкове;
- 12,5 року – нікелеве;
- 13 років – конвалієве (мереживне);
- 14 років – свинцеве (агатове);
- 15 років – скляне (кришталеве);
- 16 років – сапфірове;
- 17 років –трояндове;
- 18 років – бірюзове;
- 19 років – гранатове;
- 20 років – порцелянове;
- 21 років – опалове;
- 22 років – бронзове;
- 23 років – берилове;
- 24 років – сатинове (атласне);
- 25 років – срібне;
- 26 років – нефритове;
- 27 років – весілля червоного дерева;
- 28 років – нікелеве;
- 29 років – оксамитове;
- 30 років – перлинове;
- 31 років – сонячне;
- 32 років – мідне або автомобільне;
- 33 років – полуничне;
- 34 років – бурштинове;
- 35 років – полотняне (коралове);
- 36 років – кістяної порцеляни;
- 37 років – муслінове;
- 37,5 років – алюмінієве;
- 38 років – ртутне;
- 39 років – крепове;
- 40 років – рубінове;
- 41 років – земляне;
- 42 років – перламутрове;
- 43 років – фланедеве;
- 43 років – топазове;
- 45 років – сапфірове;
- 46 років – лавандове;
- 47 років – кашемірове;
- 48 років – аметистове;
- 49 років – кедрове;
- 50 років – золоте;
- 51 років – вербове;
- 52 років – рубінове;
- 53 років – пластикове;
- 54 років – скляне;
- 55 років – смарагдове;
- 60 років – діамантове (платинове);
- 65 років – залізне;
- 67,5 років – кам'яне;
- 70 років – вдячне;
- 75 років – коронне;
- 80 років – дубове;
- 90 років – гранітне;
- 100 років - червоне.

## Особливості святкування річниці весілля в різних країнах

### Велика Британія
У країнах Об'єднаного королівства Великої Британії можна отримати персональне привітання від монарха на 50-ту річницю весілля і далі, через кожні п'ять років. Починаючи з 1917 року монарх власноруч підписує вітальні листівки для ювілярів, які надходять у спеціальному конверті, але звичайною поштою. Для того, щоб внести ювілярів до списку для привітання, родичі або знайомі пари повинні написати відповідну заяву до Букінгемський палац.

### Австралія
В Австралії подружжя може отримати вітальний лист від генерал-губернатора на 50-ту та всі наступні річниці весілля. Прем'єр-міністр, лідер опозиції, місцеві представники як державного, так і федерального парламентів, а також губернатори штатів також можуть надсилати привітання з нагоди цих же річниць.

### Канада
У Канаді подружжя також може отримати послання від генерал-губернатора з нагоди 50-ї річниці та кожної п'ятої річниці після цього.

### США
У Сполучених Штатах Америки подружжя може отримати вітальну листівку від президента з нагоди 50-ї та всіх наступних річниць.

### Католицький світ
Католики можуть через свою місцеву єпархію подати заяву на отримання папського благословення з нагоди особливих річниць весілля (25-та, 50-та, 60-та тощо).

### Індія
У Південній Індії 60-та та 80-та річниці весілля супроводжуються великими святкуваннями, подібними до весільних. У Тамілнаді є храм Тірукадаюр, де проводяться особливі пуджі з нагоди річниць весілля.